# Église de Sumiainen
L'église de Sumiainen (en finnois : Sumiaisten kirkko) est une église luthérienne située à Sumiainen dans la commune d'Äänekoski en Finlande.

## Description
L'église inaugurée en 1890 est conçue par Theodor Granstedt. 
Elle est de forme octogonale.
La chaire faite par Johan Kantlin vient de l'ancienne église de Sumiainen. 
Peint en 1901 par Vidolfia von Engeström-Ahrenberg,  le retable intitulé Le Christ ressuscité fait partie de l'autel de style néogothique.